# Forte di Valledrane
Il Forte di Valledrane è una fortificazione militare, attualmente in stato di semi-abbandono, appartenente allo Sbarramento Giudicarie e posta a 831 m s.l.m. nel comune di Treviso Bresciano in provincia di Brescia.

## Storia
In seguito ai progressi avvenuti nel settore militare ed in particolare in quello delle artiglierie, alla fine del XIX secolo emerse l'obsolescenza della Rocca d'Anfo e la necessità della costruzione di una nuova fortificazione che potesse sostituirla, localizzata sui rilievi posti nella zona meridionale del lago d'Idro.
In seguito ad alcuni studi svolti tra il 1904 e il 1905, la zona di Cima Valedrana venne individuata come ideale in quanto permetteva di controllare in modo agevole sia il lago e la strada statale litoranea che conduceva alla Rocca d'Anfo ed al confine austriaco, sia le alture circostanti.
Il 16 gennaio 1906 il Ministero della guerra approvò la proposta di costruzione dell'opera e nel settembre dello stesso anno ebbero inizio i lavori di costruzione. I lavori procedetterò a un ritmo regolare durante i primi anni, facendo ipotizzare il completamento entro il 1909, salvo poi rallentare, protraendosi fino al 1912.
All'entrata in guerra dell'Italia nella prima guerra mondiale, il 24 maggio 1915, il forte era attivo ed armato con 6 cannoni da 149 A ma non ebbe modo di partecipare attivamente al conflitto, essendosi gli austriaci ritirati dietro lo sbarramento di Lardaro e quindi al di fuori dalla gittata massima dell'artiglieria presente a Valledrane.
A partire dal luglio 1915, a soli tre mesi dall'ingresso in guerra, il forte, insieme a quello di Cima Ora e alle altre 46 batterie corazzate, iniziarono ad essere disarmati al fine di riutilizzare i cannoni e le  relative munizioni al fronte. Nel 1918, ritenendo possibile un'offensiva austriaca tramite le giudicarie, il forte venne ripristinato e riarmato con 4 cannoni in cupola.
Nel dopoguerra, in seguito all'annessione definitiva del Trentino, il forte perse qualsiasi funzione strategica e venne spogliato di tutte le parti riutilizzabili, incluse le quasi 600 tonnellate di acciaio che costituivano le cupole delle torrette.
Nell'ambito della seconda guerra mondiale, dopo l'armistizio italiano, il forte venne utilizzato da militi della RSI e dai tedeschi, venendo attaccato per due volte dai partigiani dalla Brigata Perlasca che operavano nella zona.

## Struttura
Il forte rappresenta un tipico esempio di batteria corazzata "tipo Rocchi", una nuova tipologia di struttura ideata dall'ufficiale del Genio Enrico Rocchi, con la particolarità di essere costruito su gradoni; scelta adottata solamente in questa costruzione ed in quella del Corno d'Aola a Ponte di Legno.
La struttura, come per il coevo Forte di Cima Ora e in generale per tutti i forti "Rocchi", è costruita in pietra e calcestruzzo non armato che ne limitavano la resistenza nei confronti dei mortai di grosso calibro utilizzati nel corso della guerra dell'artiglieria austro-ungarica.
Le batterie erano disposte sui tre gradoni più a nord, ognuno dei quali prevedeva due pozzi per l'installazione dei cannoni da 149 A. I cannoni, completamente girevoli e protetti da cupole in acciaio al nichel con corazzatura di 140mm, avevano un alzo da -8° a +42° con una gittata massima compresa tra i 12 e i 14 km in base al tipo di proietto impiegato.
La difesa locale era garantita da una cinta muraria di altezza compresa tra i 4 e i 6 metri e da tre caponiere, due metalliche e una in muratura, armate di mitragliatrici ed in grado di coprire ogni lato della costruzione. La difesa antiaerea era invece delegata a due postazioni di artiglieria poste su un piccolo pianoro nella zona sud-est, pochi metri all'esterno dell'ingresso del forte.

## Spionaggio austro-ungarico
Vista la vicinanza con il confine, la posizione e la struttura del forte erano ben conosciuti allo spionaggio austro-ungarico. Nell'archivio del Museo storico italiano della guerra sono infatti presenti planimetrie e sezioni redatte dallo spionaggio austro-ungarico che rappresentano con una buona approssimazione la fortificazione e le sue pertinenze, includendo anche la suddivisione dei locali interni con la destinazione d'uso prevista.

## Sviluppi futuri
Pur versando in un buono stato di conservazione, la struttura necessita di un'estesa opera di manutenzione conservativa al fine di preservarla da ulteriori degradamenti, per un costo stimato nel 2020 dal comune di Treviso Bresciano in circa 5 milioni di euro.